# Euphorbia montenegrina
Euphorbia montenegrina là một loài thực vật có hoa trong họ Đại kích. Loài này được (Bald.) K.Malý mô tả khoa học đầu tiên năm 1908.